# Hullu ukko ja kotiteollisuus
Hullu ukko ja kotiteollisuus è il primo album della band heavy metal finlandese Kotiteollisuus, pubblicato sotto il precedente nome della band, Hullu ukko ja kotiteollisuus, da cui l'album prende nome.

## Tracce
1. Tervetuloa – 1:43
2. Noitavasara – 2:37
3. Äänen täyteläisyys – 3:51
4. Puhetta – 2:38
5. Teatterissa – 1:53
6. Rajalla – 2:29
7. Miksi kompostissa ei ole valoja? – 2:09
8. Piiri – 2:22
9. Lapsuus – 1:18
10. Minun oma! – 3:07
11. Isältä pojalle – 2:32
12. Liike ja voima – 2:51
13. Hurmos – 2:37
14. Isä – 4:44

## Formazione
- Jouni Hynynen - voce, chitarra
- Janne Hongisto - basso, voce (sottofondo)
- Jari Sinkkonen - batteria, voce (sottofondo)
- Aki Virtanen - prima chitarra, voce (sottofondo)